# شجاف
قرية شجاف إحدى قرى محافظة تعز - جنوب الجمهورية اليمنية - مديرية شرعب السلام مخلاف أعلي، وتتكون قرية شجاف من عدة مناطق هي (شجاف - سبأ - دار جنان - الشعبة - المزهد)،

## الموقع
وتقع قرية شجاف بين جبلين، ولها بوابة رئيسية، وتمتاز قرية شجاف بتربتها الخصبة، ويعتمد سكانها البالغين أكثر من ألفين نسمة على الزراعة، وخاصة زراعة القات، وبعظهم يعملون في دول الخليج، أو في القطاع الحكومي. لم تنل قرية شجاف حظها من خير الثورة، فلا الطريق معبدة إليها، ولا فيها مشروع مياه، ولا كهرباء، ولا خدمات اتصالات.

## معالم
من أهم المعالم الأثرية والقلاع والحصون فيها دار مصلح بن احمد الذي حكم المنطقة قبل 3 قرون والذي يزيد عمرالقلعه عن 600سنه ويقع في قرية سبأ التي سميت بهذا الاسم تيمنا بملكة اليمن سبأ يمتاز أهل المنطقة بالكرم والشهامة وحسن اكرام الضيف كما يوجد في الجهة الجنوبية لشجاف منطقة (طنقة) وهي عباره عن محمية تكثر فيها الأشجار المرتفعه كأنها غابة كما يتواجد فيها بعض الحيوانات المفترسة مثل الأسود والضباع والنمارة وبعض الفهود.